# Aeroportul Regional Zona da Mata
Aeroportul Regional Zona da Mata (IATA: IZA, ICAO: SBZM) este un aeroport din Goianá, Minas Gerais, Brazilia ce deservește zona Juiz de Fora. Aeroportul a fost tranzitat în 2022 de 110.090 de pasageri.
Situat la o altitudine de 412 m, aeroportul dispune de 1 pistă.

## Infrastructură

### Piste
Aeroportul dispune de o singură pistă. Pista 8/26 are suprafața de asfalt și dimensiunile 2.525 m × 45 m. 